# Xã Northeast Madison, Quận Perry, Pennsylvania
Xã Northeast Madison (tiếng Anh: Northeast Madison Township) là một xã thuộc quận Perry, tiểu bang Pennsylvania, Hoa Kỳ. Năm 2010, dân số của xã này là 786 người.